# Streams of Thought, Vol. 1
| Recensione    | Giudizio |
| ------------- | -------- |
| HipHopDX      | [ 2 ]    |
| Pitchfork     | [ 2 ]    |
| Rolling Stone | [ 2 ]    |

Streams of Thought, Vol. 1 è il primo EP del rapper statunitense Black Thought, pubblicato il 1º giugno 2018 dalla Human Re Sources.

## Descrizione
Il disco rappresenta il debutto del rapper in qualità di artista solista al di fuori del suo gruppo, i The Roots, ed è stato quasi interamente prodotto da 9th Wonder (eccetto una traccia lasciata a Khrysis). In esso sono presenti alcuni brani in collaborazione con Rapsody, Styles P e KIRBY. Su Metacritic ha totalizzato un punteggio di 81/100.

## Tracce
1. Twofifteen – 3:45 (Tariq Trotter, Patrick Douthit) – 9th Wonder
2. 9th vs. Thought – 2:47 (Trotter, Douthit) – 9th Wonder
3. Dostoyevsky (featuring Rapsody) – 3:53 (Trotter, Douthit, Marlanna Evans) – 9th Wonder
4. Making a Murderer (featuring Styles P) – 4:32 (Trotter, Douthit, David Styles) – 9th Wonder
5. Thank You (featuring KIRBY) – 2:18 (Trotter, Douthit, Kirby Dockery) – Khrysis

## Classifiche
| Classifica (2018)         | Posizione massima |
| ------------------------- | ----------------- |
| Stati Uniti               | 62                |
| Stati Uniti (independent) | 7                 |
| Stati Uniti (R&B/hip-hop) | 33                |